# Ralf Lindermann
Ralf Lindermann (Altdöbern, 6 dicembre 1960) è un attore tedesco, attivo soprattutto in campo televisivo.

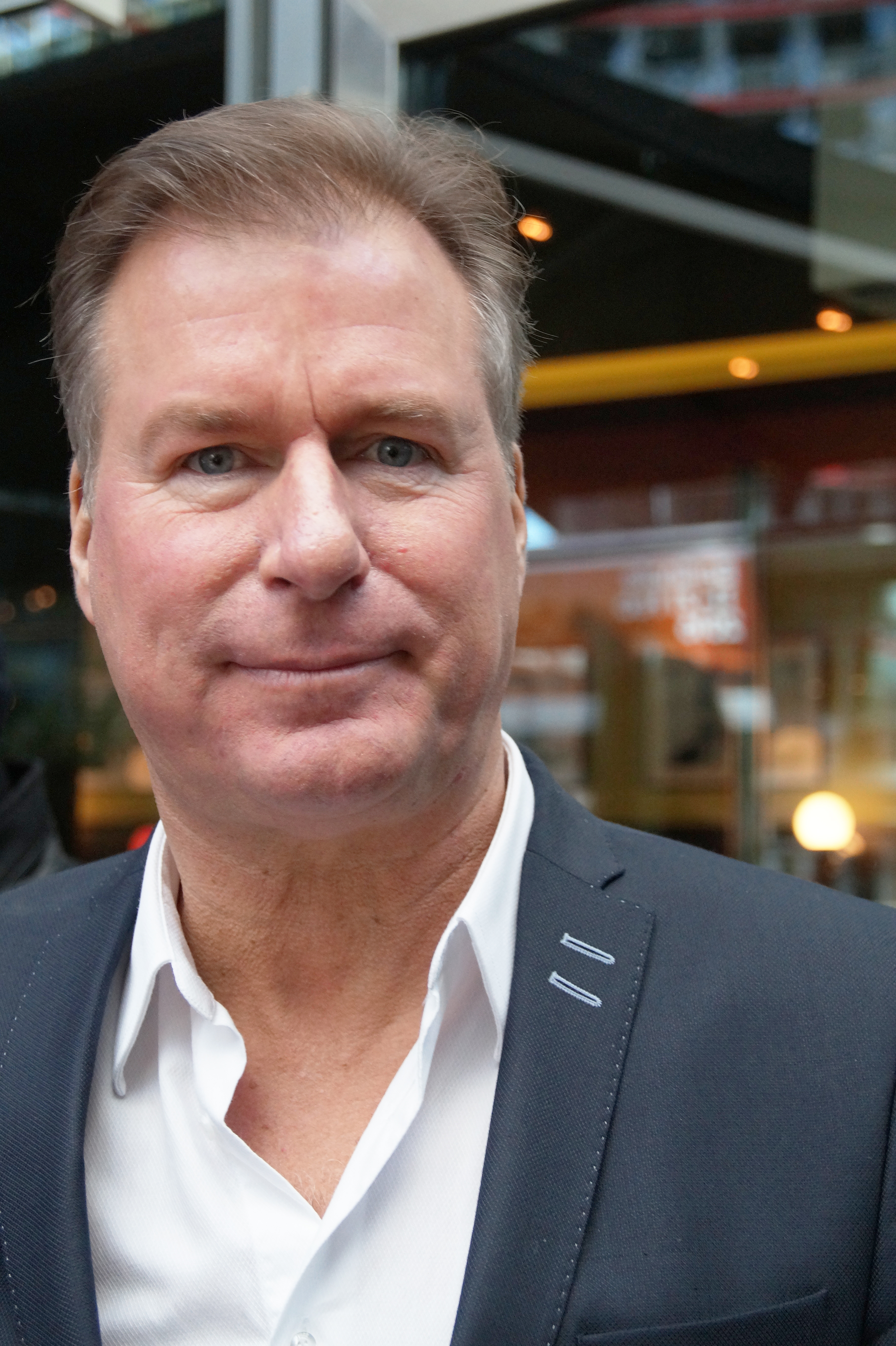
Ralf Lindermann (2016)

Tra i suoi ruoli più noti, figurano quello del Dottor Gregor Lüders nella serie televisiva Ciao dottore! (Hallo, Onkel Doc!, 1992-1993) e quello del Dottor Max Henning nella serie televisiva Il nostro amico Charly (Unser Charly, 1997-2012).

## Filmografia parziale

### Cinema
- Danke für die Blumen (1988; ruolo: Uwe Dombasch)
- Die Beteiligten (1989; ruolo: poliziotto)

### Televisione
- Weihnachtsgeschichten (1986)
- Die gläserne Fackel (miniserie TV, 1989)
- Fritz Bollmann will nicht angeln (serie TV, 1991)
- Drei Damen vom Grill (serie TV, 18 episodi, 1991; ruolo: Kalle Schuhmacher)
- Il medico di campagna (Der Landarzt, serie TV, 1992-1993; ruolo: Hendrik Torst)
- Immer wieder Sonntag - serie TV (1993)
- Hallo, Onkel Doc! (serie TV, 1994-1998; ruolo: Dott. Gregor Lüders)
- Stubbe - Von Fall zu Fall (serie TV, 1 episodio, 1995)
- Rosamunde Pilcher: I giorni dell'estate (film TV, 1995; ruolo: Avv. David Stewart)
- Mona M. - Mit den Waffen einer Frau (serie TV, 1996, 1 episodio)
- Küsse niemals deinen Chef (film TV, 1996)
- Il nostro amico Charly (Unser Charly, 1997-2012; ruolo: Dott. Max Henning)
- Der Club der grünen Witwen (film TV, 2001; ruolo: Michael Plötner)
- Die fabelhaften Schwestern (film TV, 2002; ruolo: Robert)
- Eine Mutter für Anna (film TV, 2005; ruolo: Dott. Kluge)
- Im Tal der wilden Rosen (serie TV, 1 episodio, 2007)
- Dell & Richthoven (serie TV, 1 episodio, 2008)

## Doppiatori italiani
- Ne Il nostro amico Charly , Ralf Lindermann è doppiato da Giorgio Locuratolo
- Ne Rosamunde Pilcher: I giorni dell'estate, Ralf Lindermann è doppiato da Roberto Pedicini